# Lhommaizé
Lhommaizé település Franciaországban, Vienne megyében. Lakosainak száma 912 fő (2022. január 1.). Lhommaizé Civaux, Dienné, Fleuré, Saint-Laurent-de-Jourdes, Valdivienne és Verrières községekkel határos.

## Népesség
A település népességének változása:
| Lakosok száma | 839  | 844  | 863  | 859  | 871  | 883  | 892  | 901  | 912  |
|               | 2013 | 2015 | 2016 | 2017 | 2018 | 2019 | 2020 | 2021 | 2022 |